# Patti LuPone
Patti Ann LuPone (ur. 21 kwietnia 1949 w Northport) – amerykańska aktorka i piosenkarka, występowała w roli Evy Perón w musicalu Evita w premierowej obsadzie na Broadwayu (1979) oraz Fantyny w pierwszej obsadzie Les Misérables na West Endzie (1985).

## Życiorys

### Dzieciństwo i młodość
Patti LuPone urodziła się w Northport w stanie Nowy Jork na Long Island jako córka Angeli Louise (z domu Patti) oraz Orlando Josepha LuPone, administratora szkoły. Pochodzi z rodziny o włoskich korzeniach z tradycjami artystycznymi, jej przodkiem była m.in. śpiewaczka operowa Adelina Patti. Jej starszy brat Robert LuPone jest aktorem, tancerzem i reżyserem (znanym m.in. z roli Zacha w musicalu A Chorus Line i filmowej adaptacji musicalu Jesus Christ Superstar). Jej drugi brat William LuPone jest nauczycielem. W młodości rodzeństwo występowało na Long Island jako LuPone Trio. Ukończyła szkołę średnią Northport High School, kontynuowała naukę na Juilliard School na Manhattanie, którą skończyła w 1972 roku.

### Kariera sceniczna
Po zakończeniu studiów LuPone stała się jednym z członków The Acting Company, zespołu utworzonego na bazie absolwentów Juilliard School. W zespole występowała w latach 1972–1976, jej pierwszą rola była Irina w Trzech Siostrach Czechowa.
W latach 1976–1979 LuPone współpracowała m.in. z producentem Davidem Merrickiem i reżyserem Davidem Mametem (występując w jego 6 przedstawieniach).
W roku 1979 LuPone otrzymała tytułową rolę w oryginalnej broadwayowskiej produkcji Evity (musicalu Andrew Lloyda Webbera opartym na biografii Evy Perón). Rola została doceniona przez krytyków i przyniosła artystce sławę i uznanie (chociaż sama LuPone nie wspomina najlepiej tego okresu). Za kreację LuPone otrzymała pierwszą w karierze nagrodę Tony (dla najlepszej aktorki w musicalu).
Kolejny sukces LuPone odniosła w Londynie. W 1985 wygrała casting na rolę Fantyny w premierowej anglojęzycznej wersji Les Misérables, wystawionej przez Royal Shakespeare Company w Barbican Theatre. Spektakl odniósł ogromny sukces komercyjny (do dziś nie zszedł z afisza) a artystka zdobyła za nią w 1985 nagrodę Oliviera dla najlepszej aktorki w musicalu.

### Inne produkcje
- Oliver!, Broadway, 1984
- Anything Goes, Broadway, 1987[10]
- Master Class, Broadway, 1995; West End, 2001
- Pal Joey, Broadway
- Sweeney Todd, Broadway, 2005
- Gypsy, Broadway, 2008
- Annie Get Your Gun, Broadway, 2010

## Życie osobiste
12 grudnia 1988 roku Patti LuPone poślubiła Matthew Johnstona – operatora kamery. Mają jedno dziecko, Joshuę Luke’a Johnstona (ur. 21 listopada 1990).

## Nagrody
- 1980, Tony Award, najlepsza aktorka w musicalu (Evita)
- 1980, Drama Desk Award, najlepsza aktorka w musicalu (Evita)
- 1985, Laurence Olivier Award, najlepsza aktorka w musicalu (Les Misérables + The Cradle Will Rock)
- 1988, Drama Desk Award, najlepsza aktorka w musicalu (Anything Goes)
- 2008, Tony Award, najlepsza aktorka w musicalu (Gypsy)
- 2008, Drama Desk Award, najlepsza aktorka w musicalu (Gypsy)

## Dyskografia (wybór)
- The Baker’s Wife (Original cast recording)
- Evita (Original Broadway cast recording)
- The Cradle Will Rock
- Les Misérables (Original London Cast recording)
- Anything Goes (New Broadway Cast Recording)
- Heat Wave
- Patti LuPone Live
- Sunset Boulevard (Original London Cast Recording)
- Matters of the Heart
- Sweeney Todd (New York Philharmonic recording)
- Sweeney Todd (2005 Broadway Cast recording)
- The Lady with the Torch
- The Lady With the Torch...Still Burning
- To Hell and Back
- Gypsy (2008 Broadway Revival Cast Recording)